# Blé du Gers
Blé du Gers, född 30 april 2011 är en fransk varmblodig travhäst. Han tränas och körs av Jean-Michel Bazire och Joseph Verbeeck.
Blé du Gers började tävla i december 2013 och inledde med en galopp och därefter tog han två raka segrar. Han har till mars 2021 sprungit in 1 miljoner euro på 88 starter, varav 25 segrar, 15 andraplatser och 8 tredjeplatser. Karriärens hittills största segrar har kommit i Oslo Grand Prix (2020, 2021) och Ulf Thoresens Minneslopp (2020).
Blé du Gers har även segrat i Prix du Rhone (2017), Finale du Grand National du trot (2018), Grote Prijs der Giganten (2019) och Prix Jean Riaud (2019). Samt kommit på andraplats i Prix de Joinville le Pont (2019), Prix du Bois de Vincennes (2019) och kommit på tredjeplats i Prix Kerjacques (2019) och Harper Hanovers Lopp (2020).